# Радзивилл, Ежи Юзеф
Князь Ежи Юзеф Радзивилл (10 марта 1668 — 3 января 1689) — государственный деятель Великого княжества Литовского, 7-й ординат Несвижский (1680—1689), подчаший великий литовский (1686—1688), воевода трокский (1688—1689), староста члухувский и рабштынский. Владелец Бялы-Подляски.

## Биография
Представитель несвижской линии крупнейшего литовского магнатского рода Радзивиллов герба «Трубы». Пятый подканцлера литовского и гетмана польного литовского Михаила Казимира Радзивилла (1625—1680) от брака с Катажиной Собеской (1634—1694). Младший брат — канцлер великий литовский Кароль Станислав Радзвивилл.
В 1680 году после смерти своего отца Михаила Казимира Ежи Юзеф унаследовал Несвижскую ординацию. В июне 1686 года получил должность подчашего великого литовского, а в 1688 году стал воеводой трокским.
3 сентября 1687 года в Дессау женился на принцессе Марии Элеоноре Ангальт-Дессауской (1671—1756), дочери князя Иоганна Георга II Ангальт-Дессауского (1627—1693) и Генриетты Катарины Нассау-Оранской (1637—1708). У них родилась дочь Катарина Генрика Радзивилл.